# Географія Чаду
Чад — центральноафриканська країна, що знаходиться в самому центрі континенту . Загальна площа країни 1 284 000 км² (21-ше місце у світі), з яких на суходіл припадає 1 259 200 км², а на поверхню внутрішніх вод — 24 800 км². Площа країни трохи більша ніж у 2 рази за площу території України. 

## Етимологія
Офіційна назва — Республіка Чад, Чад (фр. Republique du Tchad, Tchad; араб. تشاد). Назва країни походить від назви озера Чад у південно-західній частині країни. Ця назва, у свою чергу, походить від слова «цаде» на місцевому діалекті канурі, що означає велику кількість води, озеро.

## Географічне положення

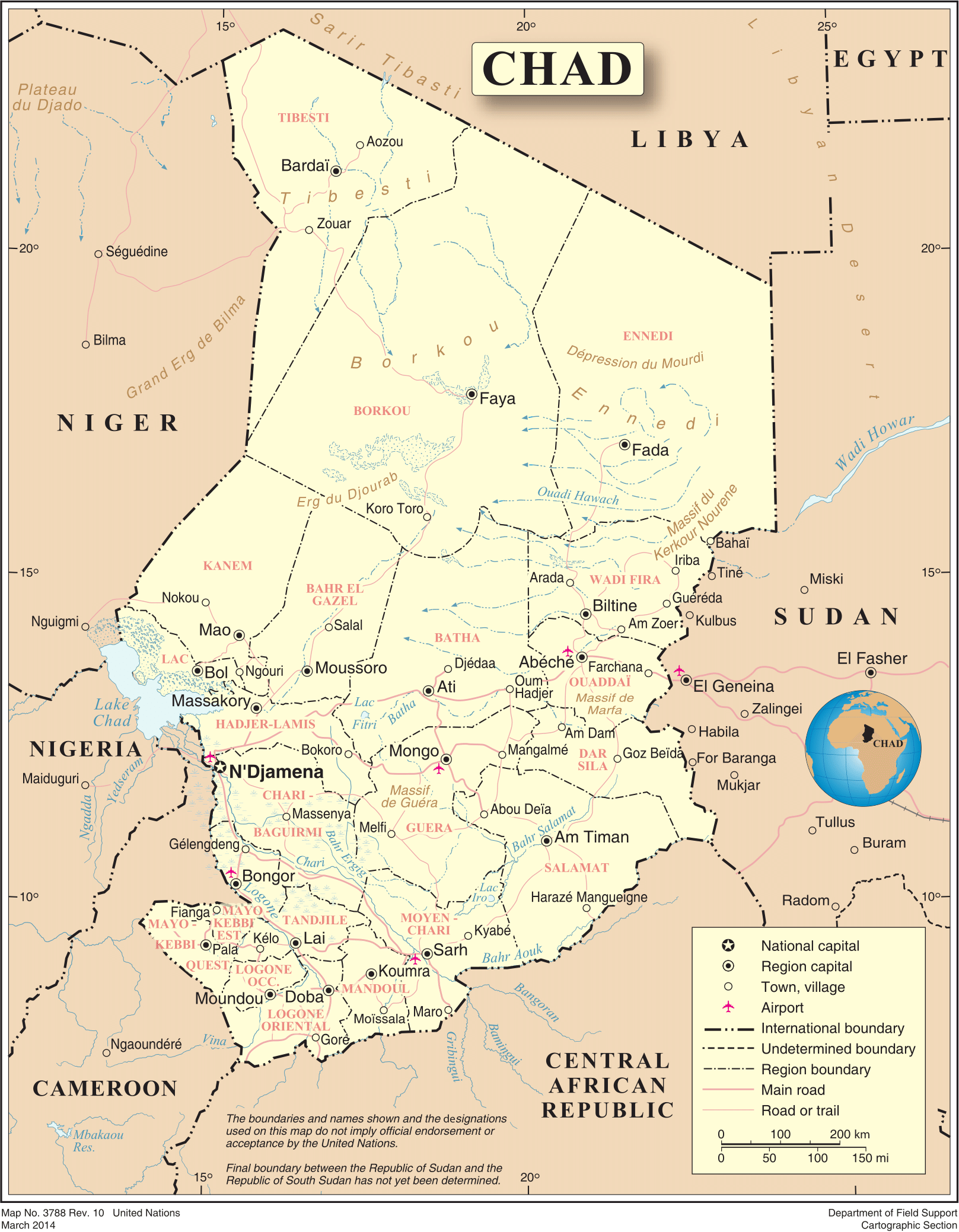
Карта Чаду від ООН

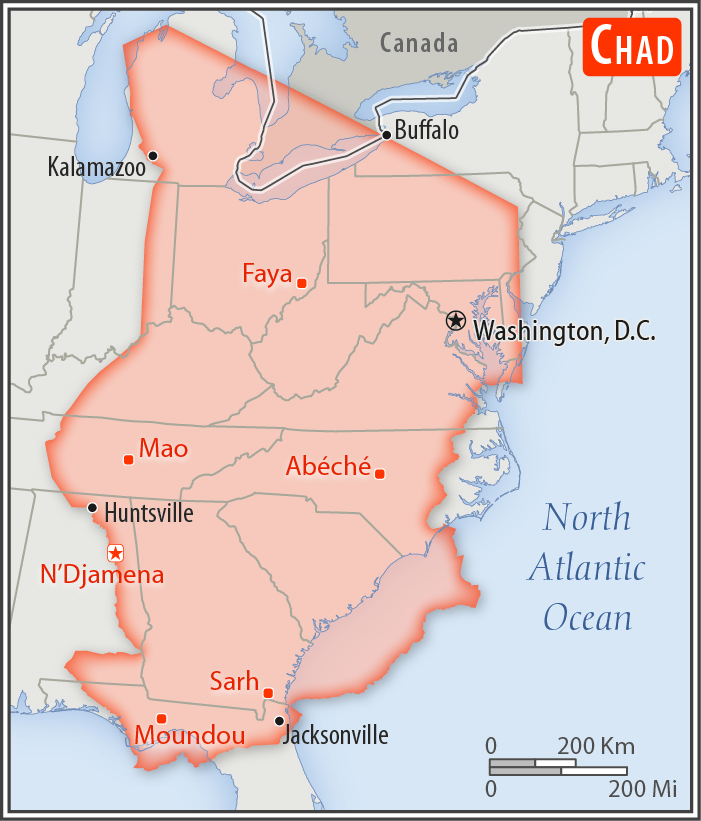
Порівняння розмірів території Чаду та США

Чад — центральноафриканська країна, що межує з шістьма іншими країнами: на півночі — з Лівією (спільний кордон — 1050 км), на південному заході — з Камеруном (1116 км) і Нігерією (85 км), на півдні — з ЦАР (1556 км), на заході — з Нігером (1196 км), на сході — з Суданом (1403 км). Загальна довжина державного кордону — 6406 км. Країна не має виходу до вод Світового океану.

### Час
Час у Чаді: UTC+1 (-1 година різниці часу з Києвом).

## Геологія
Територія Чаду розташована на північному сході Африканської платформи, в межах Центральноафриканського щита, тектонічної плити Сахари і синеклізи Чад. Метаморфічні породи докембрійського фундаменту виходять в масивах (нагір'ях) Тібесті, Вадаї і на південному заході країни. У будові платформенного чохла беруть участь різні осадові породи палеозою, крейди (масив Тібесті, плато Ерді і Еннеді) і кайнозою (синекліза Чад). У масивах Тібесті і Вадаї широко розвинені вулканічні породи кайнозою.

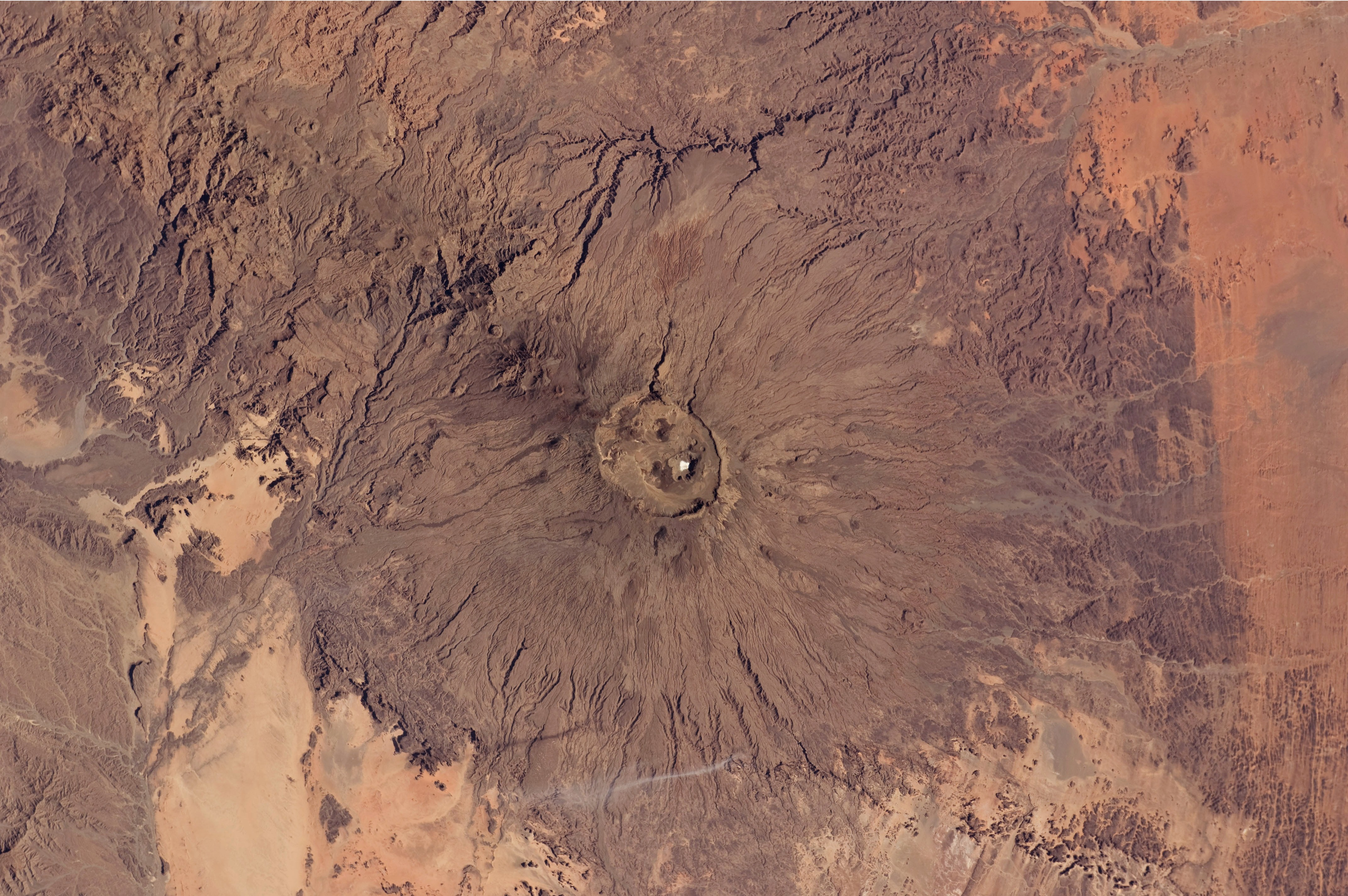
Вулкан Емі-Куссі з космосу

## Рельєф
Середні висоти — 543 м; найнижча точка — уріз води річки Джураб (160 м); найвища точка — сплячий вулкан Емі-Куссі (3415 м). Велику частину території займають рівнини і плато, які чергуються з плоскими западинами. На північному заході розташоване нагір'я Тібесті з найвищою точкою країни — вулканом Емі-Куссі (3415 м). Майже неживі, випалені сонцем схили нагір'я складені метаморфічними породами докембрійського фундамента, сильно розчленованими конусами вулканів, ущелинами й тимчасовими водотоками — ваді. На вершині вулкана Емі-Куссі розташований кратер діаметром 15 км і глибиною приблизно 700 м, із висохлим озером на дні. У західній частині нагір'я височить декілька діючих вулканів, найвищий з яких — Тусіде (3265 м), виверження відбувається досить регулярно. Міжгірні райони рясніють солончаками і кам'янистими пустелями — гамадами, серед яких можна знайти чимало тектонічних западин (Шиєде, Айн-Галакка, Текро, Егрі, Брульку тощо) вкритих солончаками. Найнижча точка поверхні країни — депресія Джураб (160 м). У північно-східній частині Чаду підносяться плато Ерді (1115 м) і Еннеді (1450 м), у центрі — масив Вадаї з горою Гера (1790 м), а на сході — гірська місцевість Уаддан (до 1340 м).

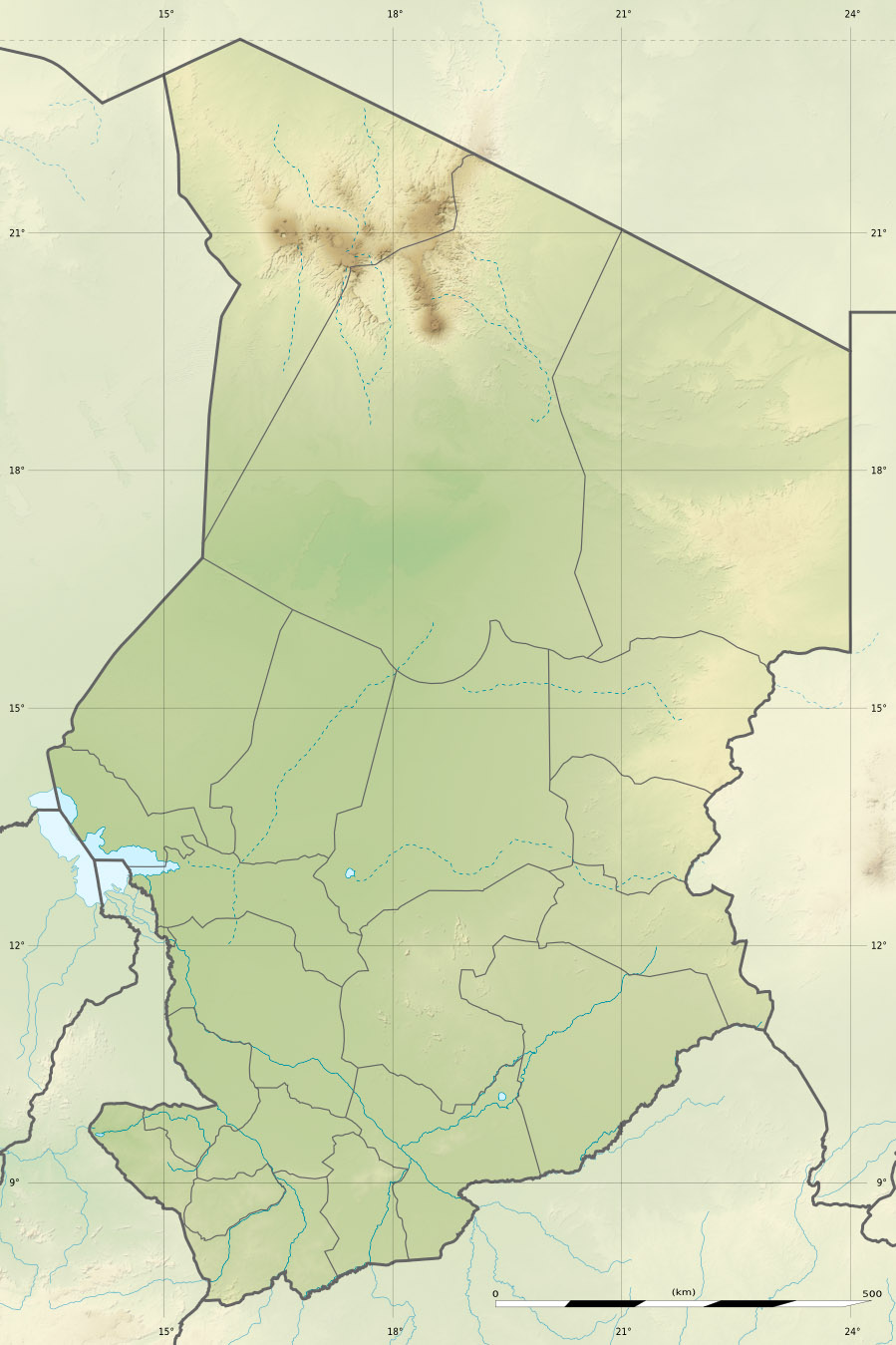
Гіпсометрична карта  Чаду
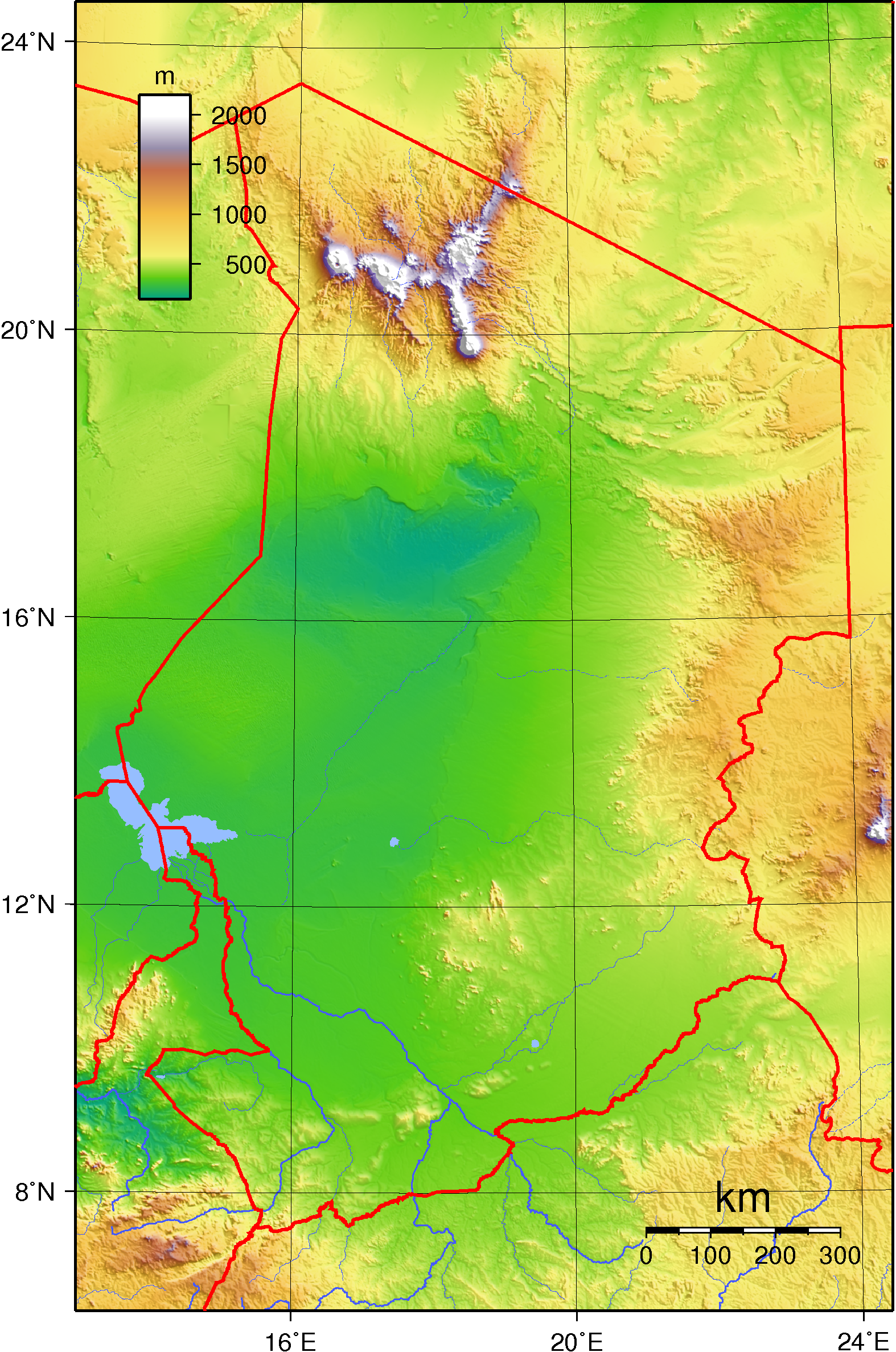
Рельєф Чаду
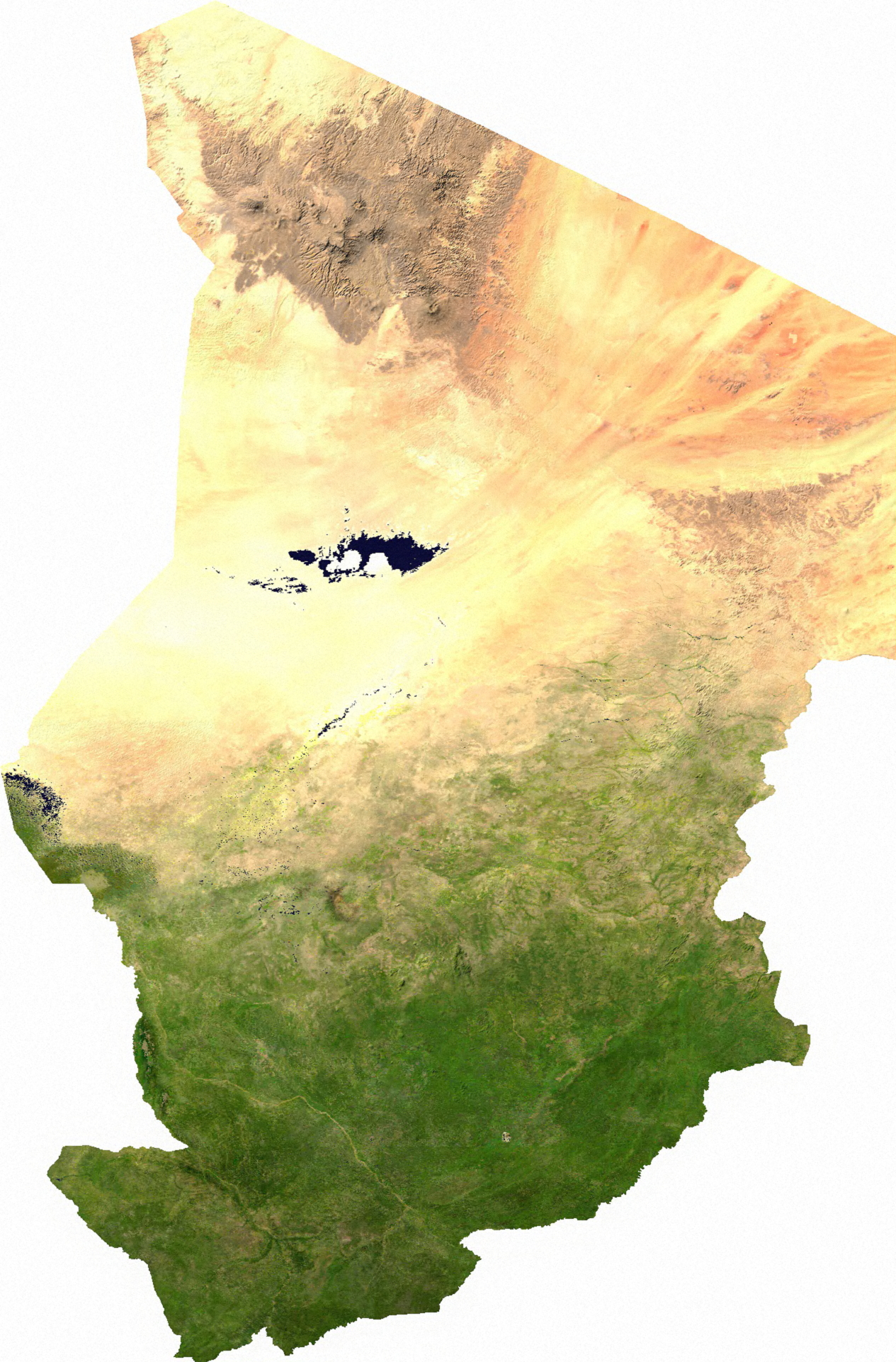
Супутниковий знімок поверхні країни
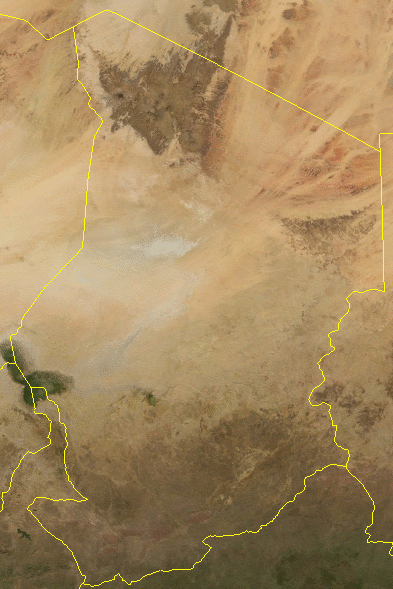
Супутниковий знімок поверхні країни
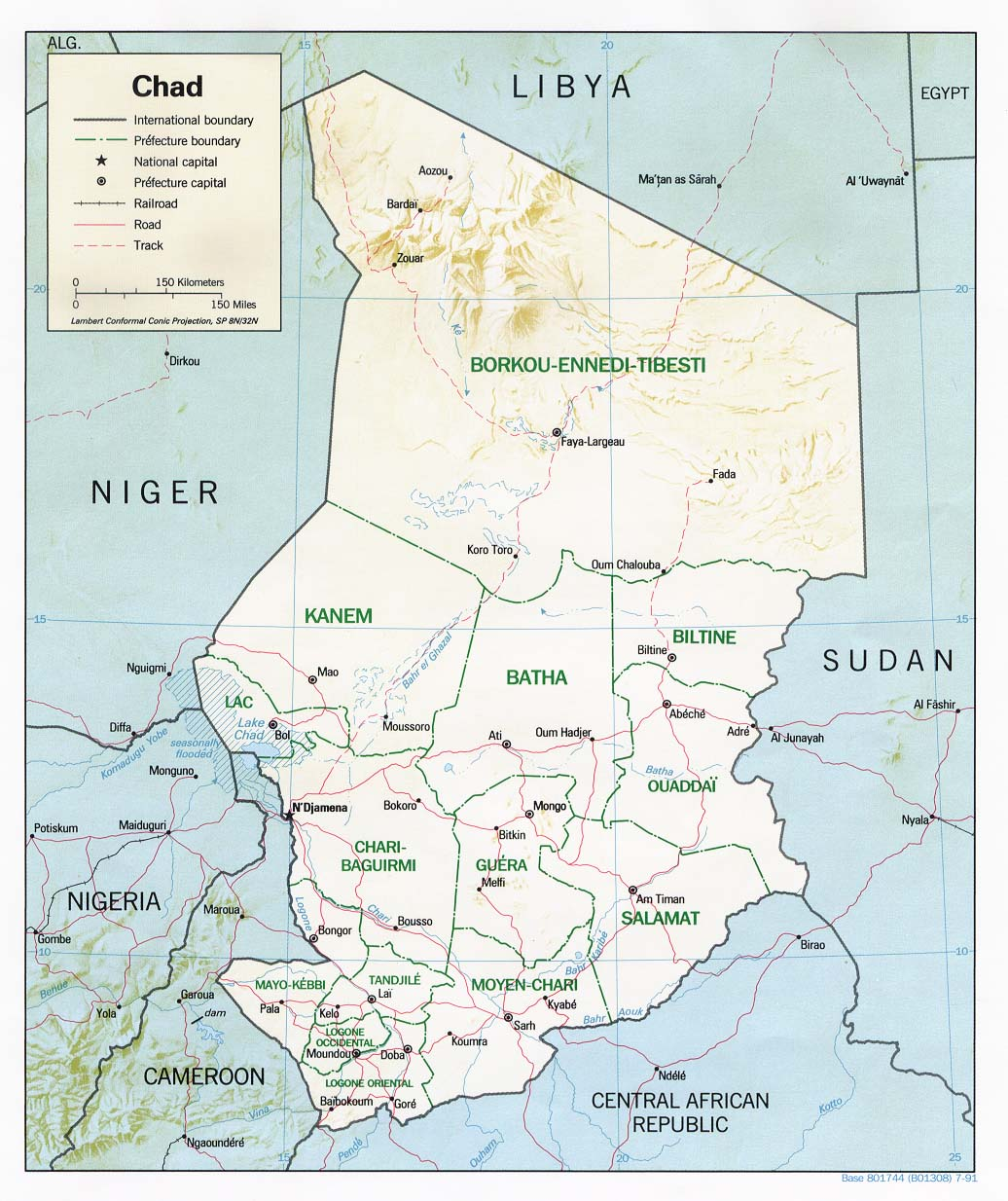
Карта країни (англ.)

На території чаду знаходиться метеоритний кратер Гвені-Фада.

## Клімат
Північ Чаду, до 16° паралелі, лежить у тропічному кліматичному поясі, південь — у субекваторіальному. На півночі увесь рік панують тропічні повітряні маси. Спекотна посушлива погода з великими добовими амплітудами температури (в середньому 20°С). Середня температура січня 15 °С (на нагір'ї Тібесті нижче 10 °С), липня 30—35 °С. Переважають східні пасатні вітри. У сухий період року (жовтень-липень) віє харматан — розжарений північно-східний вітер, що приносить багато пилу й різко погіршує видимість. Опадів 100—250 мм на рік (місцями менше 50 мм); випадають вони дуже рідко і нерегулярний.
У центрі й на півдні влітку переважають екваторіальні повітряні маси, взимку — тропічні. Влітку вітри дмуть від, а взимку до екватора. Сезонні амплітуди температури повітря незначні, зимовий період не набагато прохолодніший за літній. Середня температура січня 21—24°С, квітня або травня 30—33°С. У центрі зволоження нестійке, влітку чітко простежується сухий сезон (з жовтня — листопада по квітень — травень), на півдні достатнє. Річна кількість опадів зростає з півночі на південь від 250—500 мм до 1000 мм.

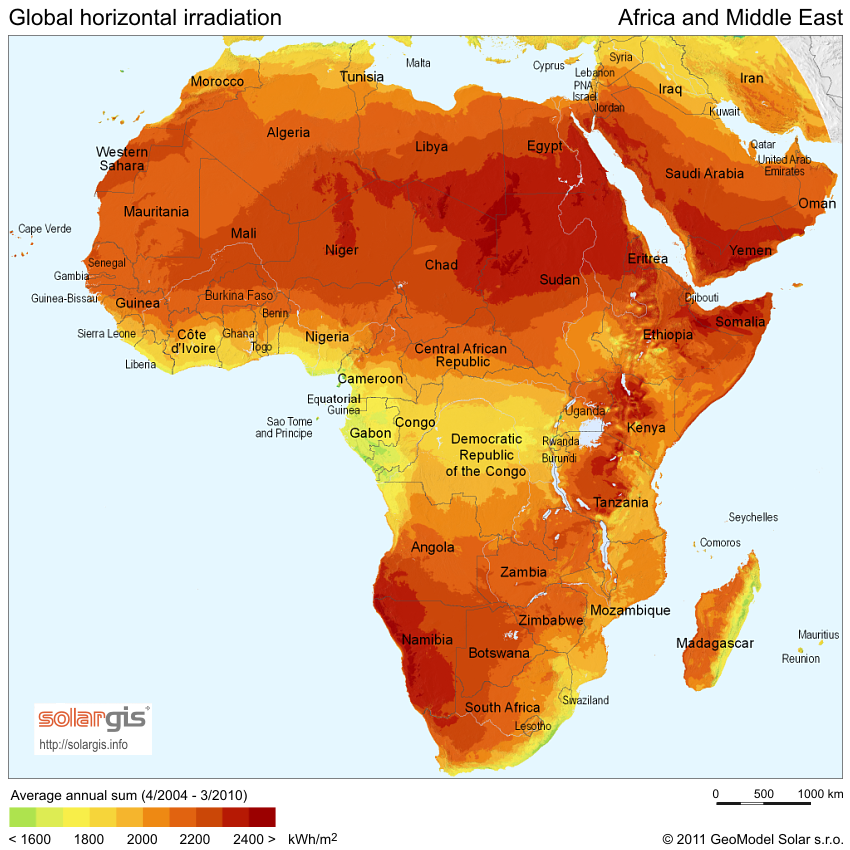
Сонячна радіація (англ.)
Кліматична карта Чаду (за Кеппеном)
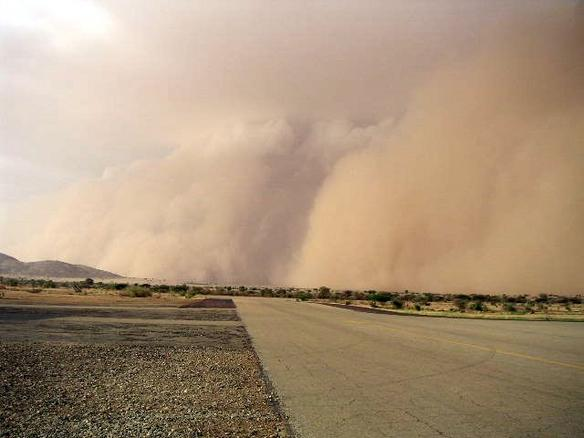
Піщана буря, Абеше, 2005 рік

Чад є членом Всесвітньої метеорологічної організації (WMO), в країні ведуться систематичні спостереження за погодою.

## Внутрішні води

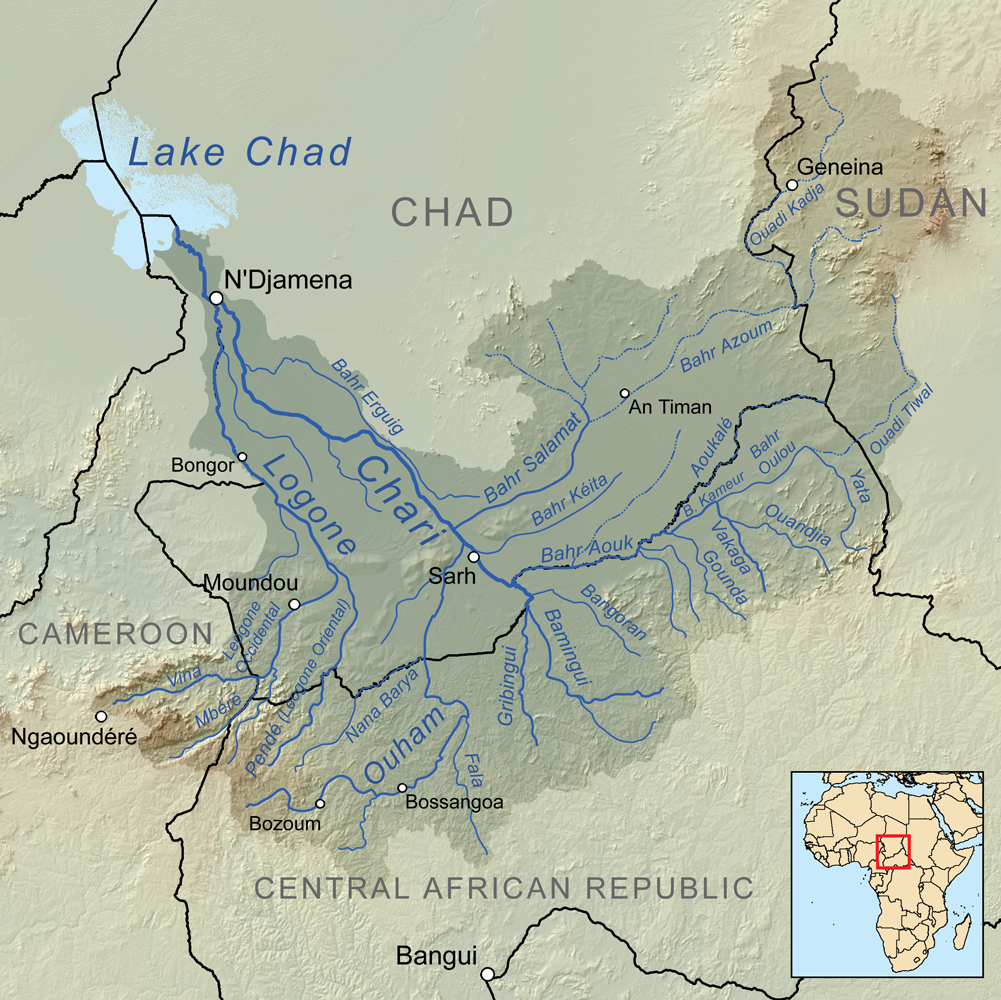
Гідрографічна мережа Чаду (англ.)
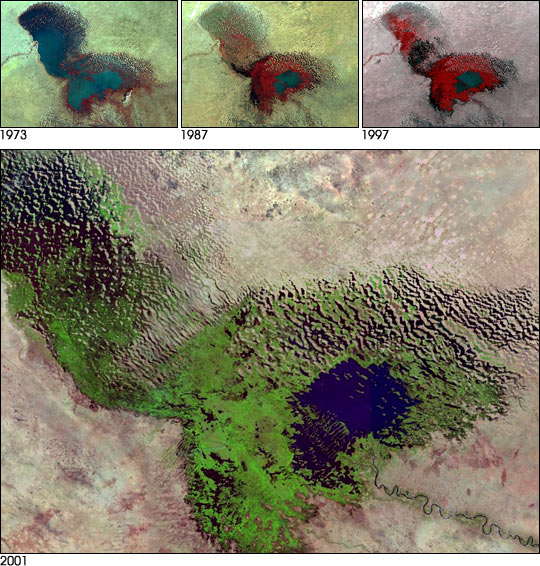
Супутникові знімки озера Чад
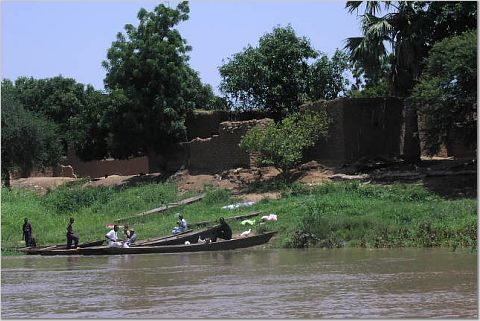
Річка Шарі

### Річки
Річки і тимчасові потоки (ваді) країни належать до басейнів безстічних областей. На півдні до безстічної області озера Чад. Майже всі річки, окрім басейнів Шарі й Логона (судноплавні), є сухими руслами, що наповнюються водою тільки в період дощів. Густа мережа річок характерна для південного регіону: Шарі, Логон, Батха, Майо-Кебі, Мбере. У центральній і північній частині країни пустеля Сахара.

### Озера
Найбільші озера країни: Чад (колись 4-те за розмірами на континенті), Іро, Фітрі. Озеро Чад — найбільша водойма Центральної Африки і єдине постійне джерело прісної води для більшої частини країни. Колись площа водного дзеркала становила близько 25 000 км², однак у зв'язку з посухами, що регулярно вражають регіон Сахеля, а також у зв'язку з колосальним водозабором для потреб населення, його площа за 10 років скоротилася майже в 5 разів. Регулярні підйоми рівня води і майже повне висихання відбувались щонайменше 8 разів за останнє тисячоліття. Навколо озера тягнеться череда густих лісів, а на південь і південний схід — смуга заболочених прирічкових областей, які служать притулком для 120 видів риб і 200 різновидів птахів.

## Рослинність
Північна частина території країни вкрита кам'янистими й піщаними пустелями з нечисленними оазами. На півдні напівпустелі й савани. У південних і південно-східних районах великі площі вкривають болота.

## Тваринний світ
Зоогеографічно більша північна частина території країни належить до Сахаро-Аравійської провінції Середземноморської підобласті Голарктичної області, області на південь від озера Чад — до Східноафриканської підобласті Ефіопської області.

## Стихійні природні явища
На території країни спостерігаються небезпечні природні явища і стихійні лиха: жаркі й посушливі вітри харматани на півночі дмуть з Сахари; періодичні посухи; періодичні нашестя сарани.

## Природні ресурси

### Мінеральні ресурси
Корисні копалини Чаду вивчені слабо. Надра країни багаті на ряд корисних копалин: нафта в басейні річки Шарі на південному заході країни; уранові руди на плато Еннеді; натрон — на північно-східному узбережжі озера Чад; каолін; золото у Вадаї; цинк на плато Тібесті; кам'яна сіль в улоговині озера Чад; олово і вольфрам на плато Тібесті; мідь поблизу озера Лере; залізняк на стику масиву Вадаї (Хаджер-Каммаран — Хардід) і в районі Лягла; вапняк, пісок, гравій. Є родовища руд, пов'язані з пегматитами, в яких зустрічаються і танталоніобати. На південному заході країни відомі родовища бокситів, найбільші родовища Мунду (розвідані запаси — 10 млн тонн) і Гавкіт (5 млн тонн).

### Водні ресурси
Загальні запаси відновлюваних водних ресурсів (ґрунтові і поверхневі прісні води) становлять 43 км³. Станом на 2012 рік в країні налічувалось 300 км² зрошуваних земель.

### Земельні ресурси
Земельні ресурси Чаду (оцінка 2011 року):
- придатні для сільськогосподарського обробітку землі — 39,6 %,
  - орні землі — 3,9 %,
  - багаторічні насадження — 0 %,
  - землі, що постійно використовуються під пасовища — 35,7 %;
- землі, зайняті лісами і чагарниками — 9,1 %;
- інше — 51,3 %[1].

## Охорона природи
Серед екологічних проблем варто відзначити:
- спустелювання.
- забруднення вод і ґрунтів в містах;
- недостатні запаси питної води;

Чад є учасником ряду міжнародних угод з охорони навколишнього середовища:
- Конвенції про біологічне різноманіття (CBD),
- Рамкової конвенції ООН про зміну клімату (UNFCCC),
- Конвенції ООН про боротьбу з опустелюванням (UNCCD),
- Конвенції про міжнародну торгівлю видами дикої фауни і флори, що перебувають під загрозою зникнення (CITES),
- Базельської конвенції протидії транскордонному переміщенню небезпечних відходів,
- Монреальського протоколу з охорони озонового шару,
- Рамсарської конвенції із захисту водно-болотних угідь[10].

Урядом країни підписані, але не ратифіковані міжнародні угоди щодо: міжнародного морського права,
- Лондонської конвенції про запобігання забрудненню моря скиданням відходів[1].

## Фізико-географічне районування
Територія країни розташована в зоні переходу від пустельних до саванових ландшафтів і характеризується надзвичайною різноманітністю природних умов — від посушливих пустель на півночі до вологих саван і болотистих районів на півдні. Це зумовлено як географічним положенням у перехідній зоні між Сахарою та тропічними лісами Центральної Африки, так і значними відмінностями в рельєфі. Загалом Чад лежить у межах двох фізико-географічних країн — Сахари і Судану, де поширені відповідно два типи ландшафтів: 1 — тропічні пустельні північноафриканські; 2 — саванові північноафриканські (підтипи: опустелені, типові, вологі). Типи ландшафтів представлені 5 групами ландшафтів: 1 — низинні й піднесені алювіальні та озерно-алювіальні внутрішньоконтинентальні рівнини; 2 — еолові рівнини; 3 — високі ступінчасті плато на моноклинальних палеозойських пісковиках і вапняках; 4 — високі цокольні рівнини на кристалічній основі Африканської платформи; 5 — вулканічні нагір'я.
Територію Чаду можна поділити на 3(6) фізико-географічних областей:
- Сахарська (північна пустельна) область. Займає близько 50—55 % території країни, у тому числі Гірський масив Тібесті — унікальний вулканічний комплекс із численними кратерами, який виділяють в окремий район або навіть фізико-географічну область. У рельєфі домінують плато, піщані пустелі, солончаки, ерги та кам'янисті рівнини. Клімат гіпераридний, середньорічна кількість опадів тут не перевищує 100 мм, а в багатьох районах можуть траплятися роки без дощу; денна температура влітку досягає 45–50 °C, із значною різницею температур між днем і ніччю. Рослинність ксерофітна і розріджена, зосереджена переважно навколо оаз.
- Сахельська (центральна) область. Простягається широкою смугою із заходу на схід та охоплює території між пустелею Сахара та південними саванами. Клімат сухий тропічний, з опадами 200—500 мм/рік, які випадають тільки в червні—серпні, протягом решти року панує сухий пекучий вітер харматан. Рослинність переважно напівпустельна, з ділянками сухої розрідженої савани, на піщаних або супіщаних ґрунтах з низьким вмістом гумусу. Місцями трапляються кам'янисті ділянки та пересохлі русла тимчасових річок. У межах області як окремий район і навіть як фізико-географічну область виділяють Басейн озера Чад — місцевості з родючими алювіальними ґрунтами та унікальними болотистими ландшафтами з густою водною та прибережною рослинністю.
- Саваново-лісова (південна) область. Характерною особливістю клімату області є значно більша кількість опадів (800—1 200 мм на рік). Ландшафти прнедставлені справжніми саванами з густим трав'яним покривом та окремими деревами, лісо-савани та галерейні ліси вздовж річок, зокрема річки Шарі та Логоне, сезонні болота та озера. Рослинний світ тут значно багатший, ніж у північних регіонах. У межах області як окремий район і навіть як фізико-географічну область іноді виділяють Південні прикордонні ліси — рідколісся та галерейні ліси, розташовані на межі з Центральноафриканською Республікою та Камеруном.

### Природні зони і висотна поясність
Природне зонування Чаду тісно пов'язане з кліматичними поясами та особливостями рельєфу, а висотна поясність найяскравіше проявляється в гірських масивах півночі, таких як Тібесті.
Пустельна зона розташована в північній частині країни і займає понад 40 % її території,  входить до складу Сахари. Це зона надзвичайно посушливих умов, де опади рідкісні, а рослинність практично відсутня. Переважають піщані та кам'янисті пустелі, а також плато та вулканічні масиви, зокрема гори Тібесті. У цій зоні трапляються оази, в яких зосереджене життя людей та рослинність.
Зона напівпустель і сухих саван (Сахельська природна зона) простягається смугою 300—400 км завширшки на південь від Сахари. Це перехідна область із напівпустельним ландшафтом, що характеризується низькою трав'янистою рослинністю, розрідженими чагарниками та поодинокими деревами, такими як акація та баобаб. Річки тут сезонні, багато з них пересихають у сухий сезон. Людська діяльність, зокрема випас худоби та вирубка дерев, призвела до активної деградації природних ландшафтів. Тут розвинуте пасовищне тваринництво і обмежено — рослинництво.
Зона вологих саван (Суданська природна зона) розташована на півдні країни і має більш сприятливі кліматичні умови. Тут домінують вологі савани з густою високотравною рослинністю, чагарниками та деревами (акації, тамаринди, баобаби, різні види пальм). В цій зоні розташовані головні річки країни — Шарі та Логоне, які впадають у озеро Чад. Ця зона характеризується родючими ґрунтами, що сприяло розвитку землеробства та густому заселенню території.
Висотна поясність найбільш виразно проявляється в горах Тібесті і представлена 4 поясами:
- пустельний пояс (до 1000 м) характеризується типовими сахаро-аравійськими пустельними ландшафтами, де рослинність майже відсутня;
- напівпустельний і чагарниковий пояс (1000—2000 м) отримує більше вологи, тому в місцях, де накопичується волога, з'являються поодинокі чагарники, трави та невеликі дерева;
- гірсько-савановий пояс (2000—3000 м) (на цих висотах спостерігається більше опадів, що сприяє розвитку високотравної рослинності та високогірних чагарників);
- субальпійські ландшафти (вище 3000 м) (клімат тут прохолодніший, опади випадають у вигляді дощу або рідкого снігу, посеред альпійсько-лугової рослинності часто трапляються ділянки з мохами та лишайниками).

### Українською
- Атлас світу / голов. ред. І. С. Руденко ; зав. ред. В. В. Радченко ; відп. ред. О. В. Вакуленко. — К. : ДНВП «Картографія», 2005. — 336 с. — ISBN 9666315467.
- Атлас. 7 клас. Географія материків і океанів / Укладачі О. Я. Скуратович, Н. І. Чанцева. — К. : ДНВП «Картографія», 2014.
- Бєлозоров С. Т. Африка : фізико-географічний нарис. — вид. 2-ге, перероб. і доп. — К. : Радянська школа, 1957. — 232 с.
- Бєлозоров С. Т. Географія материків. — К. : Вища школа, 1971. — 371 с.
- Барановська О. В. Фізична географія материків і океанів : навч. посіб. для студентів ВНЗ : [у 2 ч.]. — Н. : Ніжинський державний університет ім. Миколи Гоголя, 2013. — 306 с. — ISBN 978-617-527-106-3.
- Чад // Гірничий енциклопедичний словник : [у 3-х тт.] / за ред. В. С. Білецького. — Д. : Східний видавничий дім, 2004. — Т. 3. — 752 с. — ISBN 966-7804-78-X.
- Костів Л. Я. Фізична географія материків і океанів. Африка : навч.-метод. посібник. — Л. : Видавничий центр ЛНУ імені Івана Франка, 2017. — 184 с. — ISBN 978-617-10-0374-3.
- Панасенко Б. Д. Фізична географія материків : навч. посіб. : в 2 ч. — В. : ЕкоБізнесЦентр, 1999. — 200 с.
- Шищенко  П. Г.,  Удовиченко  В. В.,  Петрина  Н. В. Фізична географія материків та океанів. Африка: Підручник. — К., 2016. — 495 с.
- Юрківський В. М. Регіональна економічна і соціальна географія. Зарубіжні країни: Підручник. — 2-ге. — К. : Либідь, 2001. — 416 с. — ISBN 966-06-0092-5.

### Англійською
- (англ.) Graham Bateman. The Encyclopedia of World Geography. — Andromeda, 2002. — 288 с. — ISBN 1871869587.

### Російською
- (рос.) Авакян А. Б., Салтанкин В. П., Шарапов В. А. Водохранилища. — М. : Мысль, 1987. — 326 с. — (Природа мира)
- (рос.) Алисов Б. П., Берлин И. А., Михель В. М. Курс климатологии [в 3-х тт.] / под. ред. Е. С. Рубинштейна. — Л. : Гидрометиздат, 1954. — Т. 3. Климаты земного шара. — 320 с.
- (рос.) Апродов В. А. Вулканы. — М. : Мысль, 1982. — 368 с. — (Природа мира)
- (рос.) Апродов В. А. Зоны землетрясений. — М. : Мысль, 2010. — 462 с. — (Природа мира) — ISBN 978-5-244-01122-7.
- (рос.) Чад // Африка: энциклопедический справочник [в 2-х тт.] / гл. ред. А. А. Громыко. — М. : Советская энциклопедия, 1986. — 671 с.
- (рос.) Бабаев А. Г., Зонн И. С., Дроздов Н. Н., Фрейкин З. Г. Пустыни. — М.  : Мысль, 1986. — 320 с. — (Природа мира)
- (рос.) Браун Л. Африка. — М. : Прогресс, 1976. — 288 с. — (Континенты, на которых мы живем)
- (рос.) Букштынов А. Д., Грошев Б. И., Крылов Г. В. Леса. — М. : Мысль, 1981. — 316 с. — (Природа мира)
- (рос.) Власова Т. В. Физическая география материков. С прилегающими частями океанов. Южная Америка, Африка, Австралия и Океания, Антарктида. — 4-е, перераб. — М. : Просвещение, 1986. — 269 с.
- (рос.) Гвоздецкий Н. А., Голубчиков Ю. Н. Горы. — М. : Мысль, 1987. — 400 с. — (Природа мира)
- (рос.) Гвоздецкий Н. А. Карст. — М. : Мысль, 1981. — 214 с. — (Природа мира)
- (рос.) Географический энциклопедический словарь: географические названия / под. ред. А. Ф. Трёшникова. — 2-е изд., доп. — М. : Советская энциклопедия, 1989. — 585 с. — ISBN 5-85270-057-6.
- (рос.) Исаченко А. Г., Шляпников А. А. Ландшафты. — М. : Мысль, 1989. — 504 с. — (Природа мира) — ISBN 5-244-00177-9.
- (рос.) Словарь современных географических названий / под общей редакцией акад. В. М. Котлякова. — Екатеринбург : У-Фактория, 2006.
- (рос.) Лобова Е. В., Хабаров А. В. Почвы. — М. : Мысль, 1983. — 304 с. — (Природа мира)
- (рос.) Максаковский В. П. Географическая картина мира. Книга I: Общая характеристика мира. — М. : Дрофа, 2008. — 495 с. — ISBN 978-5-358-05275-8.
- (рос.) Максаковский В. П. Географическая картина мира. Книга II: Региональная характеристика мира. — М. : Дрофа, 2009. — 480 с. — ISBN 978-5-358-06280-1.
- (рос.) Поспелов Е. М. Географические названия мира: Топонимический словарь. — М. : АСТ, 2005.
- (рос.) Чад // Страны Африки. Политико-экономический справочник / ред. В. Солодовников, В. Румянцев. — М. : Издательство политической литературы, 1969. — 318 с.
- (рос.) Физико-географический атлас мира. — М. : Академия наук СССР и Главное управление геодезии и картографии ГУГК СССР, 1964. — 298 с.
- (рос.) Энциклопедия стран мира / глав. ред. Н. А. Симония. — М. : НПО «Экономика» РАН, отделение общественных наук, 2004. — 1319 с. — ISBN 5-282-02318-0.